# Eternija
Eternija je izmišljeni planet u franšizi Gospodari svemira na kojem žive glavni likovi poput He-Mana i Skeletora. Glavni grad planetarnog kraljevstva naziva se Eternos i njime vlada kralj Randor sa kraljicom Marlenom. U središtu grada nalazi se Kraljevska palača. Osim tog, na Eterniji postoje i druga kraljevstva koja naseljavaju druge vrste. Neki od pripadnika tih vrsta su Stratos, vladar ljudi ptica sa sjedištem u lebdećem gradu Avionu, koji se nalazi visoko u Mističnim planinama te Buzz-Off, čovjek pčela i kapetan Andrinosa.
Planet ima nekoliko morskih površina od kojih su najpoznatije Rakaško more, Kristalno more i More vječnosti. Na planeti se nalazi i tzv. Mračna hemisfera, područje pustoši i vulkana i vulkanske aktivnosti na kojem se nalazi drevna Zmijska planina, utočište zlog gospodara Skeletora i njegovih zlih ratnika. Na drugom mjestu nalazi se jednako drevni dvorac Siva Lubanja kojeg štiti Čarobnica i koji je cilj napada Skeletora koji se želi domoći tajne moći koja leži u tom dvorcu, a koja bi mu omogućila stjecanje vlasti nad čitavom Eternijom, a moguće i svemirom.
Zagonetno područje ispod površine naziva se Subternia i taj prostor je također naseljen mnogim čudovnatim bićima i vrstama. U nekoliko navrata Skeletor je pokušao napasti dvorac Sive Lubanje prodiranjem u njega ispod površine.
Sestrinski planet Eternije je Eterija koja se nalazi u drugoj dimenziji. Njime vlada zli kiborg-čarobnjak Hordak sa svojom Zlom Hordom, a suprotstavlja mu se Adamova sestra, princeza Adora, poznatija kao ratnica She-Ra.

## Povijest Eternije
U pošlosti je Eternijom bijesnio Veliki rat koji je uništio veliki dio površine planeta, kao i mnoge njegove velike i napredne gradove. Poslije rata društvo se vratilo u mračno doba barbarstva i magije, ali dio visoke tehnologije je očuvan i koristi se u modernom dobu Eternije. U davna vremena Eternijom su vladali Drevni koji su porazili Ljude zmije pod vodstvom kralja Hissa i zarobili ih u drugoj dimneziji.